# Crljenci
Crljenci is een plaats in de gemeente Brestovac in de Kroatische provincie Požega-Slavonië. De plaats telt 11 inwoners (2001).